# Constructieleer

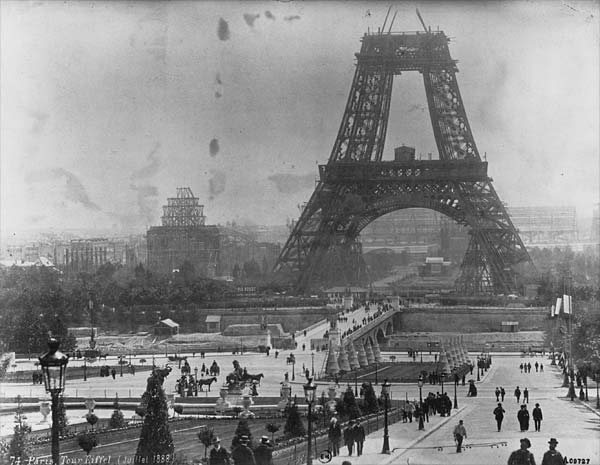
Bouw van de Eiffeltoren in juli 1888

Constructieleer is de wetenschap van het technisch ontwerpen en doorrekenen van constructies, zoals bruggen, gebouwen, machines, schepen en vliegtuigen.
De constructieleer vormt een onderdeel van verschillende ingenieur-disciplines, zoals de bouwkunde, civiele techniek, luchtvaart- en ruimtevaarttechniek, maritieme bouwkunde en de werktuigbouwkunde. Constructieprincipes en sterkteleer zijn onderdelen van de constructieleer.

## Geschiedenis
De geschiedschrijving van de constructiebouw werd reeds in de oudheid beoefend, naast praktische bouwhandboeken. De moderne constructieleer als wetenschap van het ontwerpen, doorrekenen en bouwen van constructies dateert uit de eerste helft van de 19e eeuw. In deze tijd werd de constructieleer ook onderdeel van het curriculum en werden de eerste leerboeken gepubliceerd.
De moderne constructieleer heeft zijn wortels in de antieke architectuurbeschouwing van Vitruvius, in de meetkunde, de mechanica, de elasticiteitsleer en in de technologische beschouwingen van Johann Beckmann.
Sinds de oprichting van de Technische Hogeschool te Delft maakte de constructieleer er deel uit van het curriculum, aan de faculteit van de bouwkunde. Het vak werd al eerder aan de Polytechnische School, de voorloper van de Technische Hogeschool, onderwezen.
De werktuigbouwkunde is in de algemeene werktuigkunde, wat de constructieleer is in de bouwkunde, met dit verschil echter, dat in de bouwkunde constructie en distributie dikwijls afzonderlijk worden behandeld, terwijl in de werktuigbouwkunde, constructie en distributie onmogelijk kunnen gescheiden worden.— Adrien Huet, 1880
Al in die tijd was het vak niet onbetwist.
Het onderwijs in de constructieleer is bedoeld te loopen zooveel mogelijk over het hoe en zoo weinig mogelijk over het waarom.— Maatschappij-Belangen, 1908
Door de snelle technologische ontwikkelingen in de eerste helft van de twintigste eeuw zijn binnen de technische wetenschappen gespecialiseerde  vakdisciplines ontstaan, ieder met een eigen theorie en praktijk en eigen normen en standaarden. De eerste gespecialiseerde leerstoel was van Henry Tino Zwiers, in 1938 aangesteld als hoogleraar constructieleer. Negen jaar eerder was Peter Landberg aangesteld als hoogleraar mechanische technologie en constructie der gereedschapswerktuigen.

## Hoogleraren constructieleer
- J. Arbocz, vanaf 1976 hoogleraar constructieleer aan de TU Delft[6]
- A. de Heer, van 1947 tot 1971 hoogleraar bouwconstructies aan de Technische Hogeschool te Delft[7]
- H. van den Kroonenberg (1933-1996), hoogleraar ontwerp en constructieleer aan de Universiteit Twente, en rector magnificus aldaar in 1979-1982 en 1985-1988[8]
- J.P. Mazure, van 1960 tot zijn afscheid op 31 mei 1968[9] hoogleraar in de bouwconstructie aan de TH in Delft, humanist en lid van de Eerste Kamer voor de Partij van de Arbeid[10]
- J. Vambersky, hoogleraar van 1988-2010 in de constructies van gebouwen aan de faculteit civiele techniek en geowetenschappen aan de TU Delft[11]
- L. Wagemans, emeritus hoogleraar algemene constructieleer aan de TU Delft[12]